# 芦笙

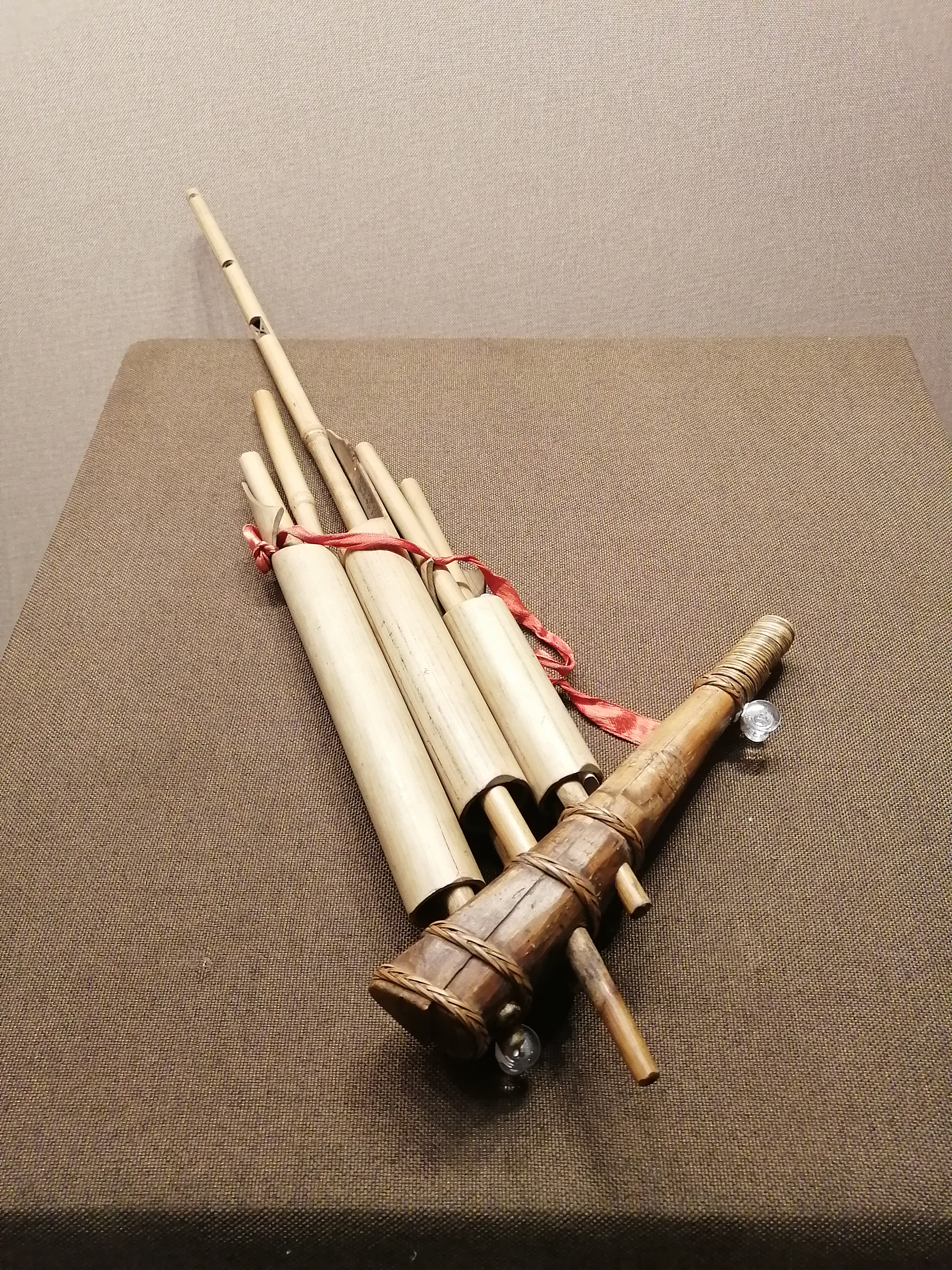
廣西苗族六管蘆笙，民族文化宫藏

芦笙由葫芦笙沿袭而来，属自由簧气鸣乐器。分大、中、小多种类型，均由笙苗、笙斗和簧片三部分构成，常用的装有用芦竹制成的笙苗6根，外侧开按音空，下侧装簧片，插於长形木製或葫芦製的笙斗，每苗1音，在每2、3根笙苗上端，合套竹管作为共鳴管。现在使用的多为东丹甘所研发的十八管芦笙。
蘆笙的演奏常會配合苗族舞蹈蘆笙舞，经常出現於贵州、云南、广西、湖南、四川等地的苗族、侗族、水族、瑶族、仡佬族、傣族、布朗族、克木人等民族中。老龍族說吹蘆笙才是真正的老撾人。

## 历史

### 傳說
传说苗族的祖神告且和告当造日月，后从天公处盗谷种土，但收成差，为解忧，砍6根竹制成芦笙吹奏，催得谷物茂盛，喜获丰收。从此苗族喜庆必吹芦笙。另有一說是诸葛亮教苗人做笙，所以他们又把芦笙管叫做孔明管。

### 隋唐时期
芦笙最初史料见于《隋书》，简称“芦”。
- 《隋书·东夷传》：“乐有五弦、琴、筝、筚篥、横吹、箫、鼓之属，吹芦以和曲。”
- 唐代，滇苗族涌现的优秀芦笙演奏家，进京朝贡必带芦笙，演奏很受朝廷赞赏。

### 宋代
- 宋·周去非《岭外代答·乐器·猺乐器》：“猺人之乐，有卢沙，铳鼓、胡卢笙、竹笛，卢沙之制，状如古箫，编竹为之，纵一横八，以一吹八，伊嗄其声。”
- 宋·陆游《老学庵笔记》卷四载：“……辰、沅、靖州等地，友仡伶，仡赞……男未娶者，以金鸡插髻……农隙时，至一二百人为曹，手相握而歌，数人吹笙在前导之。”

### 明代
- 明·邝露《赤雅》：峒亦僚类……善音乐，弹胡琴，吹六管，长歌闭目，顿首摇足，为混沌舞。
- 明·杨慎《南诏野史》：“每岁盂春跳月，男吹芦笙，女振铃唱和，并肩舞蹈，终日不倦。”
- 明·钱古训《百夷传》：“村甸间击大鼓，吹芦笙，舞干为宴。”
- 明代倪辂《南诏野史》载云南滇中苗族“每岁孟春跳月，男吹芦笙、女振铃唱和，并肩舞蹈，终日不倦。”
- 明·邝露《赤雅·狪人》：“狪亦獠类，不喜杀，善音乐，弹胡琴，吹六管”
- 明·朱谋《骈雅·释器》：“卢沙，似箫。”

### 清代
- 清·田雯《黔书·苗俗》：“花苗，每岁孟春合男女于野，谓之跳月，预择平壤为月场。及期，男女皆更服饰妆。男编竹为芦笙，吹之而前，女振铃附之后以为节，并扇舞蹈，回翔婉啭，终日不倦。”
- 清·陆次云《峒溪纤志》：“(男)执芦笙。笙六管，长二尺……笙节参差吹且歌，手则翔矣，足则扬矣，睐转肢回，旋神荡矣。初则欲接还离，少则酣飞畅舞，交驰迅逐矣。”
- 清道光《云南通志》：“男吹竹笙，女弹篾琴，谐婉可听。”
- 清乾隆《开化府志》：“送葬，女婿吹芦笙，跳舞尸前。”
- 《百夷传》：“击大鼓，吹芦笙，舞牌为乐。”
- 《靖州直隶州志》道光版·卷十一载：“……侗每于正月内，男女成群，吹芦笙各寨游戏。彼此往来，宰牲款待，曰跳、歌堂，一曰皆歌。中秋节，男女相邀成集，赛芦笙、声震山谷……”。

现代的芦笙曲，除保持原有古朴、悠扬的特点外，旋律明快，有低沉的芒筒伴随，使芦笙乐队的音响显得雄厚。舞姿不时伴有杂技动作。

## 名称
因笙苗用芦竹制故称。古代也作“卢沙”，为云南地方语音译名。
- 汉称：隋代简称“芦”，宋代称“卢沙”，明代称“芦笙”、“六管”。

《隋书·东夷传》：“朱蒙建国，自号高句丽…………乐有五弦:琴、筝、筚篥、横吹、箫鼓之属，吹芦以和曲。”
宋·范成大《桂海虞衡志·志四》：“卢沙，猺人乐。状类箫，纵八管，横一管贯之。”
- 少数民族语音译名：
  - 苗族、侗族、水族称“梗”。
  - 苗语：“嘎斗”、“嘎杰”、“嘎东”、“嘎正”等。
  - 侗语又称“梗览”、“梗览尼”、“梗劳”、“伦”等。
  - 瑶族称“娄系”。

## 相关文化
芦笙多用于少数民族喜庆歌舞时吹奏，边吹边舞。舞姿多为模仿动物动作或日常生活，如围圈、换背、赶老虎、鱼上滩、鸡打架、踩八卦等。几乎每个寨都有芦笙队，规模不一，从十几人到数百人，多以鼓楼为组成单位，用於祭祀、典仪、迎宾、送葬砍牛等仪式。在特别隆重的场合，周围几个村寨的芦笙队集合在一起，可達千人。
隋唐时期，芦笙或葫芦笙多由少数民族进献宫廷，与乐器相关的文化习俗，史籍大多不详载。明清时期，汉族对少数民族加深統治，史籍对少数民族的乐器形制、功能、实用场合的记载趋于翔实。
清·檀萃《滇海虞衡志》：“芦笙，范《志》谓之胡卢笙，唱趺脚歌，迎春亦集于县廷。”“乡村饮宴则击大鼓，吹芦笙，舞牌为乐。”
清·田雯《黔书·苗俗》：“丧礼、杀牛、宰牲、吹芦笙，群聚跳舞，命曰作戛。”
《黔书·苗俗》：“每岁孟春，合男女于埜，谓之跳月，预择平址为月场。及期，男女皆雯服饰妆。男编竹为芦笙，吹之而前，女振铃继于后，以为节，竝肩舞蹈，迴翔婉转，终日不倦。暮则挈所私归。”

### 蘆笙節
蘆笙節是苗族的传统节日，约在农历9月27日举行。已被發展成旅遊節目，以表演人數眾多、場面浩大作招徠，於1999年8月28日首办国际芦笙节。

#### 苗族芦笙节
贵州省东南谷陇地区，每年农历9月27-29日举行三天芦笙节，参與的本地、附近地區的苗族人可達几十万，是當地重要的社交場合。當中有芦笙乐队竞赛，几十个芦笙队，每两队一组进行比赛，有个人表演、有集体吹跳，芦笙手边吹边舞，无新曲者败，曲多音亮的芦笙队胜，得勝隊伍的芦笙被挂上红色缎带，得胜的寨和个人均受到尊敬。芦笙节期间，还举行斗牛、赛马等活动。

#### 侗族芦笙节
贵州省东南侗族自治州的传统节日，约在农历9月27日举行，为期一周。节日期间，男子穿对襟或右大襟短衣和长裤、头缠青布巾，腰束大带，手持芦笙、锁呐、铜鼓，涌向会场；女子穿着刺绣的衣裙，头缠青帕，腰束绣花彩带，佩带银饰，随着芦笙的乐曲起舞。

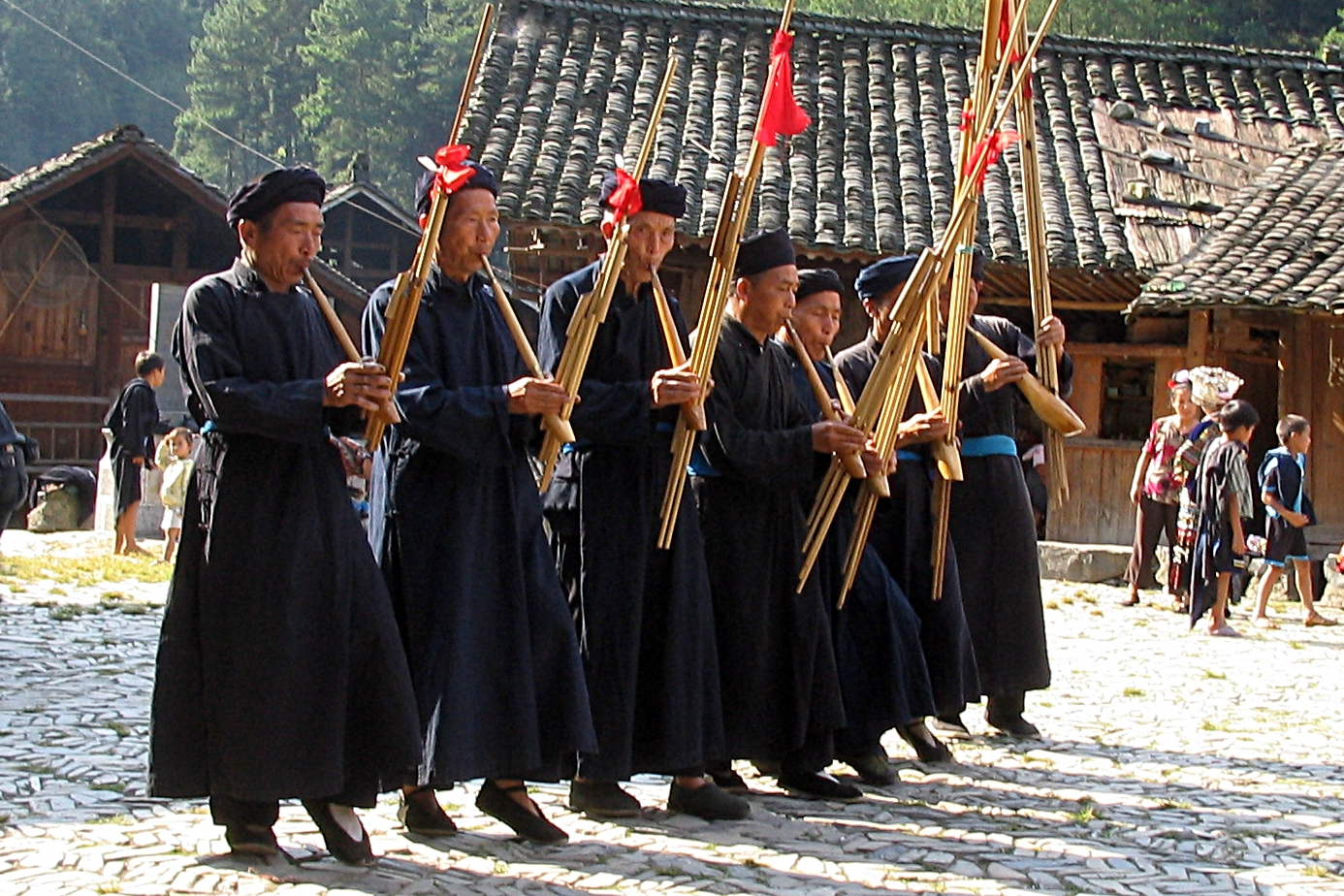
苗族芦笙，在贵州

#### 舟溪芦笙节
為庆丰年祝福的节日，每年農曆正月18日开始，19至20日进入高潮，內容有芦笙会、赛马、斗牛。芦笙会时，附近市县方圆几十公里的人都来赴会。人们围成一个个圆圈跳芦笙，男子在圈内边吹边跳，女子跳舞。21日，節慶轉為“游方”，青年用「对歌」擇偶、訂婚。

### 芦笙乐舞
芦笙乐舞是苗族等民族文化生活的重要组成部分。在苗族的每个村寨里，都有一个跳芦笙的中心院坝，在夏秋季节的月明之夜，全寨人聚集一起，有人吹奏芦笙，人有跳舞。芦笙曲的种类很多，内容和形式也丰富多样，有专用的，也有标题或词意的，它们多是取材于民间歌谣。
著名乐曲有《诺德仲之歌》、《大悲调》、《和调》、《赛调》等。吹奏芦笙多与舞蹈相结合，苗族《芦笙舞》有着悠久的历史，在人民中广泛流传，是最普通的一种舞蹈，一般都是围成圆圈，由男子吹芦笙在前，面朝圈里，横身领舞前进，妇女随后，面朝前进方向，随音乐而舞，左右脚交替前进。
《皇朝通典》：云南苗族“一人吹芦笙为首，男女连手周旋跳舞为乐。”
清《广舆胜览》中载有苗族《芦笙舞》图，图上一苗族青年男子边吹芦笙，边起步舞蹈，一女子梳高髻，穿花衣裙，左手执巾，右手摇铃而舞。图上注明：苗族“每岁孟春，择平地为月场，男吹芦笙女摇铃，盘旋歌舞，谓之跳月。”
芦笙舞仍在現代苗族广为流行，而吹笙的男子為多人，女子舞時通常是徒手而舞。芦笙舞有快舞和慢舞之分，在节日和比赛场合里多跳快舞，舞姿健康粗犷、情绪欢快开朗；而在村寨的院坝上多跳慢舞，动作优美、情绪舒缓安详。

## 构造
《尾蕉丛谈》：“长管之上冒以匏，短管之中置以簧，用响铜为之，恒用火炙，亦古制也。”
由笙斗、笙苗和共鸣管构成。苗族芦笙，斗多选杉木、松木或梧桐木，刳两瓣，以竹篾扎紧如纺锤，中空。斗端插吹嘴，斗侧竖插插笙苗两排，略斜，透斗底。通常用6根音管，也有用4管或8管。笙苗取材当地白竹，管底端堵塞（也有管底开放的）。穴于斗内笙管管壁，开方形簧孔，以蜂蠟粘铜簧片，簧片呈三角形。气斗上方管壁，开一圆指孔。芦笙的共鸣竹管套于笙管上端。其长度视笙管音高而定。
宋·周去非《岭外代答·乐器·猺乐器》：“猺人之乐，有卢沙，铳鼓、胡卢笙、竹笛，卢沙之制，状如古箫（按：指排箫），编竹为之，纵一横八，以一吹八，伊嗄其声。”

## 声学原理
现今芦笙大多为笙苗有底，属“闭管共鸣”，有的芦笙为笙管无底的，属“开管共鸣”。手指按音管下端指孔，使笙簧与上端出音口之间的空气柱形成有效长度，向吹嘴吹气或吸气，其固有频率同簧片的频率产生耦合振动而发音。笙苗上端多套以用一截竹筒制作的共鸣筒。

## 声部、音域、音位
流传黔中、黔南、黔西北的芦笙，笙苗底端不堵，斗以原木从斗尾刳入，挖口堵以木塞，以树皮条收紧。苗族以5支大小不同芦笙组成系列。音域各相隔一个八度，由大而小依次称五滴水、四滴水、三滴水、二滴水、一滴水。流传侗族芦笙形制于苗族的基本相同。全套芦笙音域A2-a3，共6个八度。
整套苗族六管芦笙，从倍低音到最高音共5种规格，音列按五声音阶排列，每种规格音域1个八度，总音域5个八度：A1-a3。因流行地域的不同，民间有多种芦笙：6苗6音、6苗7音(第6苗置2簧)、8苗8音、6苗5音(1苗不置簧)、6苗4音(2苗不置簧)、4苗3音(1苗不置簧)和4苗2音(2苗不置簧)。
规格	最高音芦笙	高音芦笙	中音芦笙	次中音芦笙	低音芦笙	倍低音芦笙
苗语音域名	五滴水	四滴水	三滴水	三滴水	二滴水	一滴水
苗语乐器名	吉列	琉六	根耶	林娄	琉伴	林秀
侗语乐器名	筒堆	伦老	伦鲁	伦峨	伦略	伦列
音苗数	6苗6簧	6苗6簧	4苗	4苗3簧	4苗3簧	4苗3簧
侗族芦笙音位	a2-c3-d3-e3-g3-a3	a1-c2-d2-e2-g2-a2	a-c1-d1-e1	A-c-d	A1-C-D	A2-C1-D1
音域	a2～a3	a1～a2	a～e1	A～d	A1～D	A2～D1
最长笙苗(厘米)	35-40	65-70	105-110	160-170	450-500	700-900
壮族		1	1		1
标准音	c3	c2	c1	c	C	C1
理论长度	7.5	15	30	60	120	240
高音芦笙的音色清脆明亮；中音芦笙的音色圆润柔和；低音芦笙的音色浑厚深沉。高音芦笙和最高音芦笙，可用于独奏、齐奏，擅长演奏欢快活泼、婉转抒情的旋律，也可演奏技巧性较高的华彩乐段。中音芦笙直至倍低音芦笙，主要用于芦笙乐队合奏、伴奏，一般不单独使用。
在湘西苗族还流行8音芦笙，常用于与侗笛、月琴等乐器组成的小型乐队，多在春节或喜庆婚礼等场合演奏。
序次	外形描述	声部	常用数量	苗族音域名	笙苗长（厘米）
(不包括笙脚)
1	最小芦笙	最高音笙
五滴水	7.2-14.5
2	小芦笙	高音笙		四滴水	14.5-30
3	中芦笙	中音笙
三滴水	30-58
4	大芦笙	低音笙		二滴水	58-105
5	特大芦笙	倍低音笙		一滴水	105-210
文献例举苗族芦笙管、芦笙簧数据
序次	音高	笙管长	簧舌长	簧舌宽	笙苗高	笙管长加脚
1	c2	14	2.5	1.5	25	34
2	c1	30	3.5	0.2	49	60
3	c	60	4.0	0.25	97	128

### 苗族芦笙

#### 6苗6簧芦笙音阶
管序	1	2	3	4	5	6
羽调式	a	c1	d1	e1	g1	a2
徵调式	g	a	c1	d1	e1	g1
商调式	d1	e1	g1	a1	c2	d2

#### 6苗7音芦笙音列
管序	1	2	3	4	5	6
徵调式	g	a	c1	d1	e1	g1  a1
羽调式	a	c1	d1	e1	g1	a2  b1

#### 8苗8簧芦笙音阶
管序	1	2	3	4	5	6	7	8
徵调式	g	a	c1	d1	e1	g1	a1	c2
羽调式	a	c1	d1	e1	g1	a2	c2	d2

### 侗族芦笙乐队
侗族芦笙乐队有3种规格：
1. 小型乐队称“半套”，由高、中、低音芦笙各一支，加三支芒筒组成
2. 中型乐队称“整套”，高、中、低音芦笙各两支，加26支芒筒组成
3. 大型乐队称“大套”，由最高音到倍低音六种不同规格的同调芦笙，加若干芒筒组成，人数可达一二百人。各自声部配备如下：

规格	侗族芦笙常用配备	芒筒配备
声部名	五滴水	三滴水	二滴水
半 套	小芦笙1	中芦笙1	大芦笙1	芒筒3
整 套	小芦笙2	中芦笙2	大芦笙2	芒筒26
声部名	五滴水	四滴水	三滴水	三滴水	二滴水	一滴水
大 套	最小芦笙1	小芦笙2	中芦笙3	次中芦笙10	大芦笙2	最大芦笙1	芒筒1～10以上
规格	贵州东南部丹寨芦笙常用配备	芒筒配备
芦笙名	高音芦笙1	中音芦笙1	低音芦笙1	最小筒1	小筒1	中筒9	大筒4
音位	a1-c2-d2-e2-g2-a2	A-c-d	A1-C-D	a2	a1	a	A
规格	广西大苗山芦笙常用配备	芒筒配备
芦笙配备	高音3	上中音7-8	中音7-8	低音1	倍低音2	小筒3	中筒2-3	大筒4
芦笙配备	高音6		中音3	低音2				A
音位	a1-c2-d2-e2-g2-a2	a-c1-d1-e1	A-c-d	A1-C-D	A2-C1-D1	a1	a	A

#### 调
12个调：伦十四(G调)，伦十四(大#G调)，伦十三(A调)，伦十三(小降B调)，伦十二(B调)，伦十(C调)，伦九(大升G调)，伦九(D调)，伦八(升D调)，伦八(小E调)，伦七(F调)，伦十五(F调)。

#### 曲調
侗族芦笙曲调有100余种，分为三大类：
1. 作信号用的曲调，有集合调、过路调等
2. 用于比赛的曲调，有摸七调、同巴调等
3. 用于舞蹈的曲调，有红鱼尾、龙盘柱等。

侗族芦笙曲共有12首，依农历12个月定，侗语為：美伦一，美伦二，美伦三，美伦四，美伦五，美伦六，美伦七，美伦八，美伦九，美伦十，美伦十一，美伦十二。目前遗存的为9首。

## 演奏技法
苗族芦笙演奏者手捧笙斗，笙苗竖置，两手姆指、食指中指分别操控左右两排笙管下的小孔，口含吹咀吹氣或吸气，可奏旋律及和弦。演奏时左右摇摆，独舞和对奏，有时旋转，有时蹲跳。夹着富有特点碎音颤奏。芦笙音管上端出音口通常套有竹筒、笋壳、铜管或用竹篾卷成的锥形喇叭口，以作共鸣扩音作用。

## 记谱
芦笙记谱有三种：汉文译音记谱，现代简谱记谱和侗文记谱。
《集合曲》侗语记为：
二能 二内┃恩能 恩嫩┃二能 二内┃恩能 恩嫩┃恩嫩 二内┃恩能 恩嫩┃而纳 而纳┃恩能 恩嫩┃
恩内 二按┃二 而纳┃儿按 而纳┃儿按 而纳┃二内  国┃儿按 而纳┃儿按 而纳┃二内  国║
《集合曲》简谱记为：
22 10┃12 10┃21 22┃11  2┃21 22┃11  2┃11 12┃11  2┃11 12┃11 2┃22 11┃12  1┃22 11┃
12 1┃11 21┃12  1┃11 21┃12  1┃11 21┃12 12┃22 10║